# ازدواج در میان باصری‌ها
ازدواج در ایل باصری بر اساس رسم و رسوم خاص  و منحصر به فرد باصری‌ها انجام می‌شده که هم‌اکنون نیز در میان باصری‌ها کم و بیش رواج دارد.

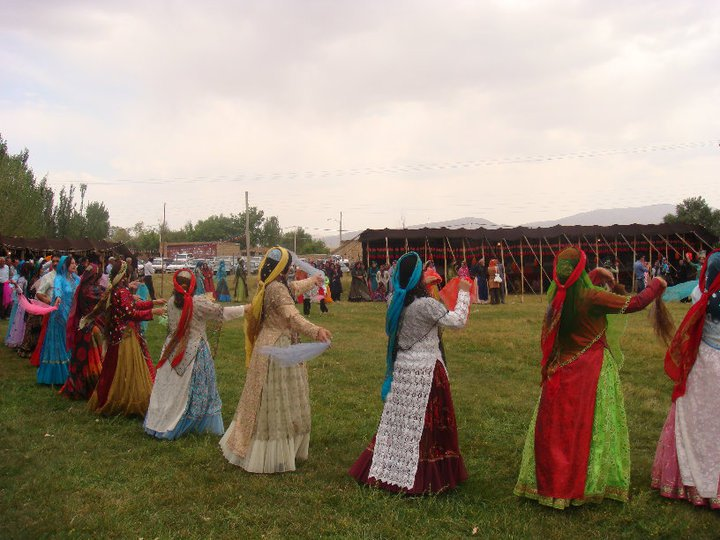
رقص محلی باصری‌ها

## انواع ازدواج

### ازدواج فامیلی
در بین مردم باصری بیشتر ازدواج‌ها فامیلی است. زیرا آن‌ها باور دارند که: «وصلت با خودی معامله با غیر.» البته ازدواج‌های برون طایفه‌ای هم هست منتها به سبب چشم هم چشمی‌ها خیلی گران تمام می‌شود. از یک سو ممکن سبب همخونی و دوستی بشود اما از سوی دیگر موجبی برای دعواها و کشمکش‌ها و در مواردی قتل و غارت‌ها را به دنبال خواهد داشت.

### ازدواج گو به گو
گاهی اوقات دو پسر از دو خانواده با خواهر یکدیگر ازدواج می‌کردند. به اینگونه ازدواجها، گو به گو می‌گفتند که مشکلات کمتری داشت و کمتر اتفاق می‌افتاد که بین چنین خانواده‌هایی بر خورد جدی روی دهد. این ازدواج درحقیقت نوعی دادوستد به حساب می‌آمد زیرا، از بار سنگین شیر بها و برخی از مخارج که عامل آن چیزی جز سختگیری خانوادهٔ عروس نبود کاسته می‌شد.
گو در گویش باصری به معنی گاو است.

## نحوه ازدواج

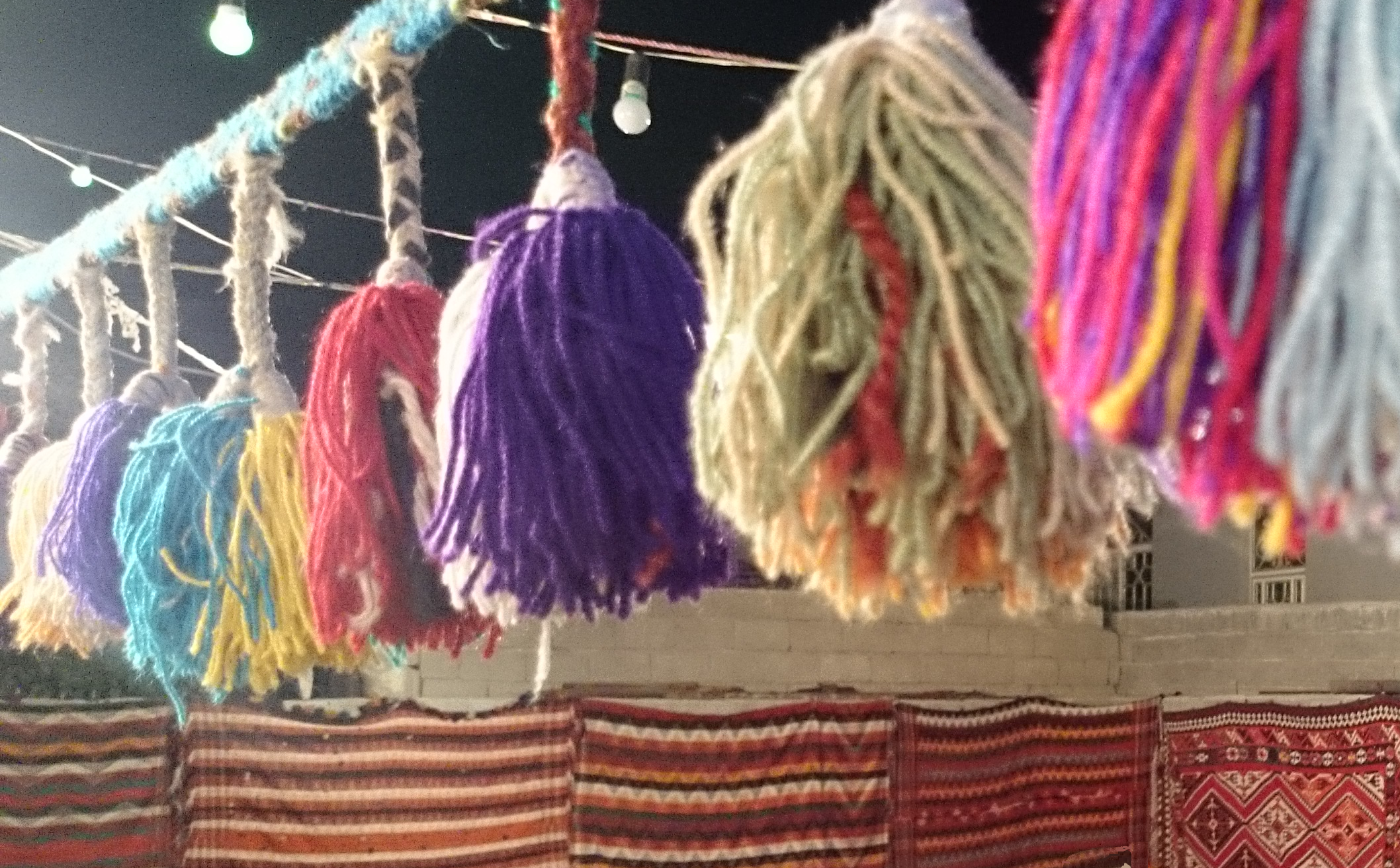
تزئینات عروسی باصری‌ها:گمپل و جاجیم

در روزگاران قدیم در ایل‌ها والدین بخصوص پدرها صاحب اختیار بودند. پسران تا حدودی اما دختران اصلاً حق انتخاب و چون و چرا نداشته‌اند. مردمان ایل در آن ایام بر اساس باورها و تجربیات خود عمل می‌کردند.
وقتی پدر و مادر و یکی دو نفر مردان صاحب نام برای خواستگاری می‌روند خانوادهٔ دختر اگر مایل به آن ازدواج باشد می‌گویند دو سه ماهی فرصت می‌خواهیم. اگر قسمت و تقدیر باشد ما قسمت بُر نیستیم؛ ولی اگر مایل و راضی با آن ازدواج نباشند می‌گویند قدمتان بر چشم اما شکار شما به کوهِ ما نیست.
خانوادهٔ عروس تعدادی گوسفند یا اسب و شتر و گاهی مبلغی پول به عنوان باشلق از خانوادهٔ داماد می‌گیرند که آن را برای تهیهٔ جهیزیهٔ عروس خرج می‌کنند و هر مقدار که بماند پس از جشن پاگشا یا پا واکُنی به عروس هدیه می‌شود. بعضی موارد خویشاوندان نزدیک به خصوص خواهر، برادرها وقتی خداوند دختری به آن‌ها عطا می‌کند، پسر کوچکی از کسان خود را می‌آورند و ناف نوزاد را که قابله می‌برد خون ناف را روی پای پسرک می‌ریزند و می‌گویند این‌ها ناف بران هم و نامزد هم هستند که آن‌ها در آینده با هم ازدواج کنند.
برای خواندن خطبه عقد یا به شهرها و روستاهای مسیر حرکت ایل مراجعه می‌کنند یا مکتبدار و ملّای ایلی این وظیفه را انجام می‌دهد. با هم بودن پسر و دختر پس از مراسم نامزدی قدغن است و آن‌ها حق ندارند با هم باشند.
مراسم عروسی در ایل به‌طور مفصل اجرا می‌گردد. عروسی‌ها معمولاً بیشتر از ۲ روز طول می‌کشد که در آن مراسم مختلفی مانند حجله بندان، حمام داماد، حنابندان، جهیزیه کشان ،واسونک خوانی و عروس بران (عروس کشان) همراه با مراسم شادی مانند چوب بازی (تَرکه بازی) اجرا می‌گردد. آن‌ها روز عروسی را با توجه به وضع ستارگان آن چنان‌که خود می‌دانند و به قول آن‌ها سعد و نحس بودن، در نظر می‌گیرند.
از چند روز مانده به عروسی، خانواده عروس و داماد منزل و کوچه خود را با ریسه‌های رنگی و همچنین گل‌های زیبای کرکی که به آن گُمپل می‌گویند تزیین می نمایندو پارچه‌های توری نازک رنگارنگ و زیبایی را (معمولاً سه عدد) که به آن بیرق می‌گویند بر چوبی بسته و بر بلندترین نقطه پشت بام که معمولاً خرپشته (سرپله) است می‌آویزند. همچنین در آن روزها، اقوام عروس یا داماد در منزل آن‌ها جمع شده و مقدمات عروسی را فراهم می‌نمایند.
یک روز قبل از عروسی گوسفندها را سربریده، دیگ‌ها را بر روی آتشی که هیزمش را که جوانان فامیل از کوه‌های نزدیک آورده‌اند بار می‌گذارند. بعد از صرف ناهار و در عصر آن روز معمولاً مراسم چوب بازی (ترکه بازی) توسط جوانترها و گاه مسن‌هایی که می‌خواهند یادی از جوانیشان بکنند، صورت می‌گیرد.
بعد از صرف شام مراسم حنابندان اجرا می‌شود. در این مراسم ابتدا داماد را بر روی یک صندلی که از قبل روی آن را با پارچه‌ای زیبا و حاشیه دوزی شده پوشانده‌اند، می‌نشانند و اطرافیان دور او به صورت یک حلقه تجمع می‌کنند. در جلوی داماد سفرهای پهن کرده و درون آن قرآن، آینه، ظروف سکه، نقل و شیرینی و همچنین ظرف حنا را می‌چینند. در این زمان زن‌ها شروع به خواندن واسونک کرده و همگی با ریتم شعر دست می‌زنند. از جمله این واسونک‌ها به اشعار زیر می‌توان اشاره کرد:
| حنا، حنا، گُلِ گُلبَندِ حنا                |  | حنا، حنا، گُلِ گُلبَندِ حنا                                 |
| حنای داماد بیارین                     |  | به اهل مجلس بنما                                       |
| حنا، حنا، گُلِ گُلبَندِ حنا                |  | حنا، حنا، گُلِ گُلبَندِ حنا                                 |
| حنا، حنا می‌بندیم، به دست و پا می‌بندیم |  | اگه حنا نباشه، دل به خدا، دل به خدا، دل به خدا می‌بندیم |
| حنا، حنای عروس، جونُم فدای عروس        |  | حنا، حنای دوماد، جونُم فدای دوماد                       |
| حنا، حنا می‌بندیم، به دست و پا می‌بندیم |  | اگه حنا نباشه، طاق طلا، طاق طلا، طاق طلا می‌بندیم       |
| حنا، حنای عروس، جونُم فدای عروس        |  | حنا، حنای دوماد، جونُم فدای دوماد                       |

شخصی که به عنوان حنا بند قصد حنا گذاری دست و پای داماد را دارد طلب یک اسکناس می‌نماید و پدر داماد اسکناسی را به وی تحویل می‌دهد، سپس حنا بند اسکناس را کف دست داماد گذاشته و مقداری حنا بر روی آن قرار می‌دهد و سپس اسکناس را برای خود برمی‌دارد. پس از این که دست‌ها و پاهای داماد را حنا بگذارند آن را با دستمال‌های سه گوش زیبا که توسط مادر داماد تهیه شده می‌بندند. سپس ظروف حاوی سکه و نقلی که درون سفره هست را به نشانه شادی بر سر و روی داماد می‌ریزند. سپس داماد باید استراحت کند تا حنا رنگ بگیرد، این مدت ممکن است تا صبح طول بکشد. صبح روز بعد ٬یعنی روز عروسی، داماد به حمام می‌رود و حناها را از دست وپا می‌شوید.
صبح روز عروسی چند نفر جوان از خانوادهٔ داماد سوار بر اسب برای دعوت اقوام و آشنایان می‌روند. مهمانان فقط برای صرف ناهار دعوت می‌شوند. آن‌ها هر چند خانوار همسایه یا بَیله خانه یک گوسفند به عنوان هدیه عروسی می‌آورند. پس از صرف ناهار و چای و ایجاد آمادگی خانوادهی عروس، عروس پس از لباس پوشیدن سه بار دور اجاق خانواده که مظهر قداست دینی ایرانیان باستان است، طواف می‌کند پشت اجاق زانو می‌زند و به آن قسم می‌خورد که برای همیشه عمر، صفا، صداقت، پاکی و راستی را که بنیاد فرهنگ ایل است محترم بشمارد و رسوم ایل را محترم بدارد.
وقتی عروس را بر اسب سوار می‌کنند که به سوی خانهٔ داماد یا حجله ببرند پسرکی پشت سر عروس بر ترک اسب او می‌نشانند به این امید و عقیده که فرزند اول آن‌ها پسر باشد. زیرا آن‌ها معتقدند که پسر موجب روشنی اجاق پدر و زنده ماندن نام مادر است.
عروس را باید قبل از غروب آفتاب همراه نور و روشنی به حجله ببرند. داماد در حالیکه یک عدد نارنج یا پرتقال یا سیب سرخ در دست دارد به استقبال عروس می‌آید. دستی به پیشانی اسب عروس می‌کشد. نارنج را به سینهٔ عروس می‌زند و با سرعت به سوی حجله می‌رود. کَسان عروس به صورت شوخی – جدی او را دنبال می‌کنند و اگر به او برسند با ترکه‌ای که در دست دارند او را ملایم می‌زنند وقتی داماد به حجله رسید در امان است و منتظر عروس می‌ماند.
در پایان داماد با تفنگی که در حجله دارد سه تیر هوایی شلیک می‌کند که به قول ایلی‌ها پیام خانه‌دار شدن عروس و داماد است. شلیک این سه تیر نشانهٔ عقیده و احترام به سه اصل کردار نیک، پندار نیک، گفتار نیک دین باستانی ایران و یادواره سه اصل دینی اسلام یعنی توحید ،نبوت و معاد است. مادر عروس وظیفه دارد قبل از آنکه دخترش را برای رفتن به سوی حجله بر اسب سوار کنند مقداری حلوای آرد و روغن و خرما و به اندازهٔ کافی نان به کمر دخترش ببندد تا او با سفرهٔ پر به خانهٔ بخت برود. به این اعتقاد که او در زندگی همیشه سفره اش پر و به روی مهمان باز باشد. همهٔ دختران دم بخت باید مقداری از این نان و حلوا را گیر بیاورند و بخورند به این امید که آن‌ها هم به زودی به خانهٔ بخت بروند. فردای آن شب همهٔ زنان و دختران دم بخت آن فوج خانه برای تبریک گفتن بدون حضور هیچ مردی حتی داماد به حجله عروس می‌روند. هر کدام از این زنان همسایه به اندازهٔ وسع خود هدیه‌ای به عنوان سپاس به عروس می‌دهند.
عروس تا قبل از مراسم پاگشا یا پاواکنی ٬که جشن مهمانی آن را خانوادهٔ عروس بر پا می‌دارند، حق ندارد مگر به ضرورت از حجله پا بیرون بگذارد. این عمل بدان معناست که عروس برای همیشهٔ عمر حق ندارد پای از حریم عزت خانواده و انسانیت بیرون بگذارد. پس از مراسم پاگشا که عروس و داماد و خانوادهٔ داماد برای مهمانی به خانهٔ پدر عروس دعوت می‌شوند، عروس و داماد حق دارند به خانهٔ هر یک از اقوام که دعوت بشوند بروند و بدین گونه زندگی مشترک و آزاد آن‌ها شروع می‌شود.